# Hans van der Pas
J.A. (Hans) van der Pas (Heesch, 24 maart 1964) is een Nederlands politicus en bestuurder. Hij is lid van de PvdA. Sinds 12 maart 2024 is hij burgemeester van Maashorst.

## Biografie
Van der Pas studeerde van 1988 tot 1992 sociaal management aan de Hogeschool 's-Hertogenbosch. Van 1992 tot 1995 studeerde hij beleids- en organisatiewetenschappen aan de Katholieke Universiteit Brabant. Van mei 2001 tot mei 2005 was hij senior adviseur bij adviesbureau Atrivé. Van mei 2005 tot september 2007 was hij manager stafdiensten bij woningcorporatie woCom. Van september 2007 tot zijn wethouderschap in april 2010 was hij hoofd advies en ontwikkeling bij woningcorporatie Mooiland.
Van der Pas was van 1998 tot 2010 lid van de gemeenteraad van Bernheze namens Progressief Bernheze. Van april 2010 tot mei 2014 was hij er wethouder met in zijn portefeuille volkshuisvesting, ruimtelijke ordening, milieu en duurzaamheid. Van 4 juli 2014 tot 28 januari 2015 was hij waarnemend burgemeester van Rhenen. Vanaf 28 januari 2015 was hij er burgemeester. Op 7 maart 2024 nam hij afscheid van Rhenen en werd hem de Zilveren Cuneraspeld uitgereikt wegens zijn verdiensten voor deze gemeente.
Op 21 december 2023 werd Van der Pas voorgedragen als burgemeester van Maashorst. Op 2 februari 2024 heeft de ministerraad besloten hem voor te dragen voor benoeming bij koninklijk besluit met ingang van 12 maart van dat jaar als burgemeester van Maashorst.
Van der Pas is gehuwd en heeft twee dochters.